# Ctenolabrus rupestris
Ctenolabrus rupestris е вид лъчеперка от семейство Labridae, единствен представител на род Ctenolabrus.

## Разпространение
Видът е разпространен в Албания, Алжир, Белгия, България, Великобритания, Германия, Гибралтар, Грузия, Гърнси, Гърция, Дания, Джърси, Египет, Естония, Израел, Ирландия, Испания, Италия, Кипър, Латвия, Либия, Литва, Малта, Мароко, Монако, Нидерландия, Норвегия, Полша, Португалия, Румъния, Русия, Сирия, Словения, Тунис, Турция, Украйна, Франция, Хърватия, Черна гора и Швеция.